# Stuparje
Stuparje är en ort i Kroatien.   Den ligger i länet Krapina-Zagorjes län, i den norra delen av landet, 40 km norr om huvudstaden Zagreb. Stuparje ligger 212 meter över havet och antalet invånare är 395.
Terrängen runt Stuparje är kuperad norrut, men söderut är den platt. Terrängen runt Stuparje sluttar söderut. Runt Stuparje är det ganska tätbefolkat, med 185 invånare per kvadratkilometer. Närmaste större samhälle är Krapina, 4,9 km öster om Stuparje. Omgivningarna runt Stuparje är en mosaik av jordbruksmark och naturlig växtlighet.